# As-Nas

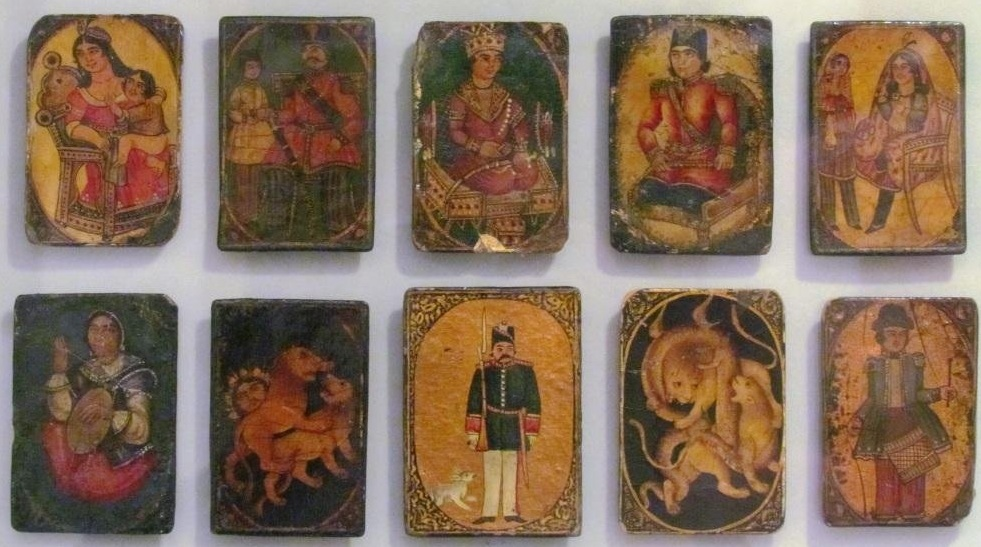
Carte As-Nas

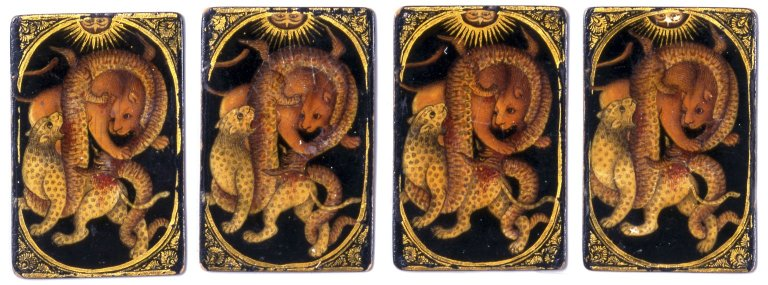
As

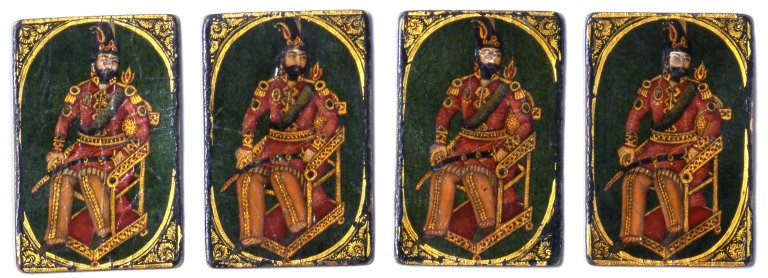
Scià

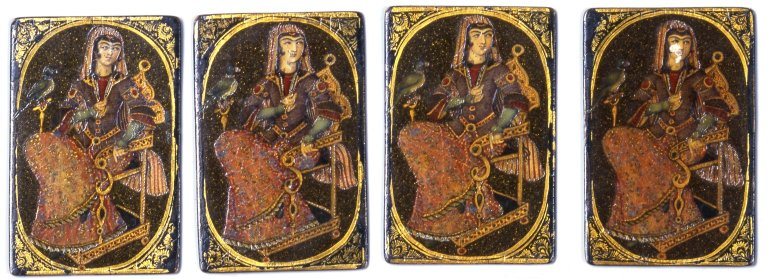
Bibi

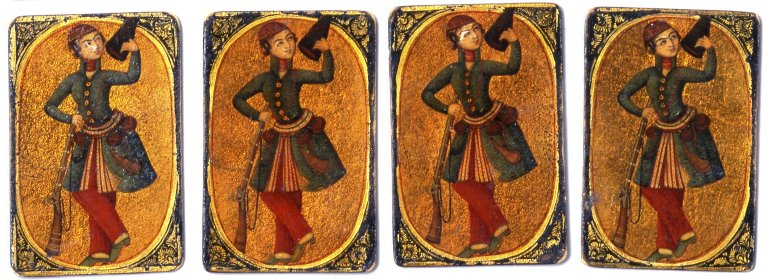
Serbaz

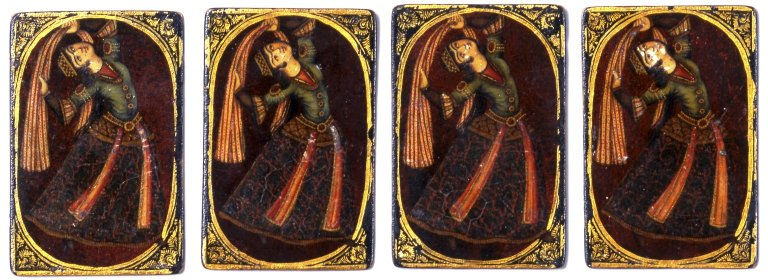
Couli

As-Nas (in lingua persiana آس ناس) è un gioco di carte o un tipo di carte da gioco utilizzate in Persia.

## Descrizione
Il disegno dei pacchetti è semplice, costituito da soli cinque singoli disegni di carte, ognuno con un colore di sfondo distintivo. I disegni vengono ripetuti quattro o cinque volte, per un totale di 20 o 25 carte, poiché le carte Nas sono di formato rettangolare e relativamente piccole, ad esempio 4 x 6 cm. Come le carte Ganjifa, sono generalmente dipinte a mano, anche se alcuni esempi successivi usano una tecnica collage per aggiungere un'immagine stampata pronta sullo sfondo dipinto. I disegni sono "a testa singola" (non raddoppiati, come nelle carte da gioco moderne) e non hanno indici o titoli. Tuttavia, i colori di sfondo consentono ai giocatori di riconoscere immediatamente quali carte hanno in mano. Generalmente le carte hanno un bordo decorato, spesso con una forma ovale incastonata in una cornice rettangolare.
Vi è una notevole varietà nelle immagini utilizzate. Generalmente i 5 disegni hanno un asso con un disegno di animali e quattro carte da gioco. Questa configurazione può spiegare il nome As-Nas. As è il termine per indicare l'"asso".  Nas, sia in arabo che in persiano, significa "popolo" o "genere umano". Quindi As-Nas si riferirebbe al gruppo di assi e a una serie di persone. Le diverse figure mostrano persone di varie classi sociali. In genere i disegni delle carte sono i seguenti, dal più alto al più basso  :
- Ās (آس): Asso. I disegni comuni includono un leone con il sole o la luna sullo sfondo; leoni e/o draghi in combattimento, bestie che si mordono l'un l'altra, a volte con leopardi o altri animali aggiunti, un cacciatore a cavallo, attaccato da una bestia selvaggia.
- Shāh (شاه): Re, spesso seduto su un trono, o talvolta a cavallo.
- Bībī (بی‌بی): Donna, spesso mostrata seduta, con in braccio un bambino.
- Serbāz (سرباز): Soldato.
- Couli o Lakkāt (لکات): la carta più bassa, generalmente una ragazza che balla o una coppia di ballerini o un musicista.

Oltre ai tipi di immagine sopra descritti, sono disponibili varie versioni alternative, ad esempio pacchetti contenenti solo fiori, e versioni erotiche o oscene.

## Storia diAs-Nas
Per un lungo periodo esistettero carte As-Nas insieme ai più antichi tipi di Ganjifa. Wilkins afferma che le carte di As-Nas risalgono al XVII secolo e che a quel tempo veniva usato un mazzo di 25 carte, con 5 semi, ogni seme con una carta di asso e quattro carte numeriche. Le carte del XIX secolo con i classici disegni As-Nas si trovano in varie collezioni museali. Si stima che alcuni esempi più rari risalgano alla fine del XVIII secolo. Secondo Murdoch Smith, nel 1877 le carte As-Nas stavano "gradualmente cadendo in disuso, essendo state sostituite da tipi europei". A seguito del Foreign Trade Monopoly Act del 1931, fu istituito un monopolio sulle carte da gioco in Iran per controllare le importazioni e la produzione. Il produttore britannico di carte da gioco De La Rue fu incaricato di fornire carte durante gli anni '30. Le carte presentavano l'indicizzazione in immagini di carte persiane e di corte che evocavano la storia persiana. Tuttavia, utilizzavano simboli standard di semi in stile occidentale (cuori, fiori, picche e quadri). Il gioco di As-Nas andò in gran parte fuori moda intorno al 1945. Tuttavia, potrebbe essere rimasto ancora un po' più a lungo nelle aree rurali. Nel suo lavoro pubblicato negli anni '60, Arasteh scrisse che "la vita rurale in Iran ruota attorno a pratiche tradizionali che sono rimaste invariate per secoli". In un passaggio riguardante i valori musulmani, scrive "i Qashqai, e probabilmente altre tribù, permettono agli uomini di bere bevande alcoliche. Nel tempo libero alcuni khan tribali si divertono anche a fumare oppio. As, simile al poker, è un popolare gioco di carte tra le tribù".
Nel 1895, il generale Albert Houtum-Schindler descrisse le regole come segue:
Il gioco di As è esattamente come il poker, ma senza scale. Ci sono quattro giocatori e ogni giocatore riceve cinque carte, distribuite verso a destra. Il mazziere mette una posta. Il primo giocatore poi guarda le sue carte. Se "gioca", dice dîdam (vedo), e copre la puntata o rilancia. Se non desidera giocare, dice nadîdam, (non vedo) e lascia le carte. Può anche "vedere" senza guardare le carte e dice nadîd dîdam (vedo senza guardare le carte). Il secondo giocatore, se desidera giocare, deve coprire la posta in gioco e può anche rilanciare. Il terzo giocatore e il banco quindi agiscono nello stesso modo del poker, e quando la posta in gioco di tutti i giocatori è uguale e nessuno rilancia più, le carte vengono scoperte e il giocatore con la mano migliore vince la posta in gioco.
Le mani nell'ordine del loro valore sono le seguenti:
She va just, cioè tris e una coppia; full.
Sehta, ovvero tris, di assi, re, ecc.
Do just, cioè, due coppie; gli assi più alti.
Just, cioè una coppia; gli assi più alti.
Quando due giocatori hanno la stessa coppia o coppie, decidono le altre carte; per esempio, una coppia di re, asso, soldato e lakat.
Il Bluff è una caratteristica del gioco e si chiama tûp zadan, letteralmente "sparare con una pistola". Un bluff è tûp.
Le carte As-Nas potrebbero anche essere state utilizzate per altri giochi. Murdoch Smith scrive che il "gioco ricorda un po' la Zecchinetta", che è un gioco d'azzardo molto più semplice.

## Giocare a As-Nas con carte da gioco standard
Un mazzo As-Nas di 20 carte può essere creato prendendo gli assi, i re, le regine, i jack e i 10 da un mazzo standard. La soluzione ideale, tuttavia, è ottenere quattro mazzi di carte identici e prendere in prestito carte da ciascuno di essi per avere 4 gruppi di 5 carte identiche. Questo evita di avere carte con lo stesso seme. Ad esempio, 4 × assi di picche, 4 × re di fiori, 4 × regine di cuori, 4 × jack di quadri, 4 × 10. Con i 4 mazzi di carte è possibile compilare diversi mazzi As-Nas.

## Musei e collezioni di carteAs-Nas
- Brooklyn Museum, New York [12]
- Metropolitan Museum of Art, New York [13]
- Museum of Fine Arts, Houston
- Deutsches Spielkartenmuseum, Leinfelden (Germania)
- Collezione Cary, ospitata nella Biblioteca Beinecke, Yale University, New Haven (USA)
- Museo di Fournier de Naipes (dedicato alle carte da gioco), Vitoria (Spagna) [14]
- British Museum, Londra [15]
- Biblioteca nazionale di Francia, Parigi [16]
- Musée Français de la Carte à Jouer (museo francese delle carte da gioco), Issy-Les-Moulineaux, presso Parigi [17]
- Museo Moghadam, Tehran [18]
- Nationaal Museum van Wereldculturen, Leida (Paesi Bassi) [19]